# La storia seguente
La storia seguente (in olandese Het volgende verhaal) è il romanzo dello scrittore olandese Cees Nooteboom pubblicato nel 1991 in prima edizione olandese e nel 2000 in prima edizione italiana. Il libro ha avuto un notevole successo dopo aver vinto nel 1993 il premio Aristeion e nel 1994 il premio Dirk Martens per la letteratura e il premio Grinzane Cavour per la narrativa straniera.

## Descrizione
La storia seguente è il romanzo di Cees Nooteboom pubblicato nel 1991 dalla casa editrice di Amsterdam De Arbeiderspers dopo essere stato presentato nella sua prima edizione alla settimana del libro 1991, un'iniziativa della Fondazione per la propaganda collettiva del libro olandese. Il romanzo ebbe poi un'ampia distribuzione anche all'estero. In Germania il libro divenne un best seller soprattutto dopo la positiva recensione nel programma televisivo Das Literarische Quartett nell'ottobre 1991. La storia seguente è risultato così il libro più tradotto di Cees Nooteboomed è tra le opere letterarie olandesi più tradotte. Nooteboom scrisse il suo romanzo nell'estate del 1990 e lo completò in Spagna.

## Genesi e tematiche
Il protagonista si sveglia stranamente a Lisbona dopo essersi addormentato in casa sua ad Amsterdam. Come mai avviene tutto questo? L'incipit è evidentemente una metafora, si verifica in un tempo non esistente, nell'attimo che separa la vita alla morte, l'essere dal non essere. Poi si iniziano a rivelare stranezze: il protagonista è un professore di liceo che ricorda la figura di Socrate e nelle sue lezioni propone Le metamorfosi di Ovidio. Un'altra stranezza è che con uno pseudonimo il protagonista si dedica a guide turistiche e, probabilmente, poiché a Lisbona conobbe l'unico amore della sua vita, esattamente in quella stanza d'albergo portoghese deve ricominciare il suo viaggio, ricordando l'amore di allora, Maria Zeinstra, la sua allieva Lisa d'India, la ricerca dei luoghi di Slauerhoff e Pessoa. Quello è il luogo adatto per iniziare il viaggio per l'altro mondo, per il mondo successivo, per la storia che dovrà conoscere. Raccontando il passaggio nella morte racconta in realtà la vita. La storia nasce da questo bisogno di indagare sulla natura degli esseri umani, in balia di una costante metamorfosi, di un processo che continua anche dopo la morte. Il tema viene presentato come discusso in una lezione di biologia tenuto da Maria Zeinstra, il primo ed unico amore del protagonista Mussert. Questo fatto problematizza la questione dell'identità personale. L'io narrante può essere il corpo di Mussert che continua a vagare nello spazio infinito dell'universo come un essere mutevole anche dopo la sua morte. Questo viene motivato dall'intuizione di Socrate secondo cui, dopo la morte, il corpo scompare e l'anima continua a viaggiare per sempre. Il protagonista poi rientra anche in diversi personaggi all'interno della storia. Principalmente è Herman Mussert, per i suoi studenti è Socrate e per i lettori dei suoi opuscoli turistici è dottor Strabone. Il romanzo tematizza quindi la fluidità, l'inafferrabilità o l'illimitatezza dell'identità.
Nella prima edizione questo breve romanzo racconta una storia è divisa in due parti di circa uguale lunghezza. La prima parte è preceduta da una citazione tratta da una riflessione di Theodor W. Adorno che afferma come occorra essere cauti nell'esprimere direttamente le asserzioni metafisiche. La seconda parte è introdotta da una citazione di Vladimir Nabokov con le parole conclusive tratte da Cose trasparenti sul momento della morte. Non si tratterebbe di un processo fisico, ma della misteriosa manovra mentale necessaria per passare da uno stato dell'essere all'altro. Nel romanzo sono presenti anche numerose citazioni latine che trattano temi analoghi. La nascita e la realizzazione dell'idea del libro, all'inizio l'autore non aveva ancora le idee chiare anche se in realtà stava cercando un posto. Quel posto era Lisbona e si è recato in quella città nella quale ha camminato per una settimana. Prendeva appunti e descriveva strade, piazze e ristoranti senza sapere realmente a cosa si stava preparando. Il manoscritto doveva essere presentato in ottobre ed era giugno. ha provato qualcosa di simile al panico.

## Trama
Il romanzo è composto da due parti senza titolo di lunghezza simile. La prima parte espone il problema della storia nel quale c'è incertezza sulla morte del personaggio principale. Essenzialmente le riflessioni riguardano il suo rapporto con i due amori della sua vita: l'amore fisico e vissuto per Maria Zeinstra e l'amore represso e sublimato per la sua allieva Lisa d'India. Nella seconda parte a questo filone viene aggiunto un registro allegorico nuovo, che indica che Mussert ha acquisito maggiore chiarezza riguardo al suo destino. Gli eventi descritti si svolgono su un altro livello di realtà cosmica, molto più oscuro. Il protagonista è circondato da casuali compagni di viaggio che provengono da tutte le parti del mondo, che condividono con lui il destino della morte più o meno nello stesso momento e che lasciano uno dopo l'altro la scena dopo aver raccontato la loro storia alla figura femminile che raffigura l'incarnazione della morte.
- I parte. L'ex insegnante di lingue classiche Herman Mussert si sveglia in una stanza d'albergo a Lisbona dopo essersi addormentato nel suo appartamento di Amsterdam la sera prima. Il suo primo pensiero è che potrebbe essere morto ma poi si rende conto che può ancora pensare. Rimane immobile riflettendo sul suo passato. Il suo cervello è pieno di letteratura classica. Sotto il nome fittizio di Strabone ha scritto popolari guide di viaggio. Più di vent'anni prima ha trascorso la notte nella stessa camera d'albergo con una donna sposata. Si alza e si riconosce nello specchio del bagno, è lui stesso, e come dicevano i suoi alunni assomiglia a Socrate, che era il suo soprannome a scuola. Ordina la colazione e pensa a Maria Zeinstra, la sua ex collega di biologia, e a Lisa d'India, la sua brillante studentessa. Era l'unico tra tutti gli insegnanti a non essere innamorato di lei in quel momento, perché pensava che non fosse giusto. Mussert esce per le strade di Lisbona, compra un giornale e va in giro, riconoscendo molti luoghi delle visite precedenti, come quella volta con Maria. Una volta seguì con lei un corso sulla decomposizione di un topo morto, dopo di che lei frequentò il suo corso sulle Le metamorfosi di Ovidio. All'epoca era l'unico a non sapere ancora nulla della relazione tra Lisa d'India e Arend Herfst, marito di Maria e insegnante nella sua stessa scuola. Quella sera ripensa al loro soggiorno a Lisbona, che era stato una sua idea. Visita i luoghi di allora e di oggi cercando invano di ricordare tutto. Tornato in albergo va a dormire. Vorrebbe svegliarsi nel suo appartamento di Amsterdam, ma quando accende la luce è ancora a Lisbona.[1]
- II parte. Con altri sei compagni di viaggio, padre Fermi, Alonso Carnero, il pilota Dekobra, il professor Deng, il giornalista Peter Harris e una donna senza nome, Mussert si ritrova su una nave in pieno oceano, in uno spazio senza tempo. Nella sua cabina sogna di nuovo la sua stanza ad Amsterdam, ma in realtà non vuole più rivedersi in quell'uomo che era. Dopo Maria Zeinstra non aveva mai più condiviso il letto con nessuno. Va sul ponte dove l'intero gruppo sta guardando le stelle. Fino all'alba parlano di tempo, mitologia e poesia, ma nessuno conosce lo scopo del loro viaggio. Mussert ripensa al suo talento nel riportare in vita il mondo antico per i suoi studenti. Ricorda la sua ultima lezione che era stata dedicata alla morte di Socrate. Poi pensa a Lisa, che nell'immaginario di Mussert, riferito alla storia di Platone coincide con il suo discepolo più amato Critone, e cede alle lacrime. Chiese un tempo a Lisa perché non credeva nell'immortalità dell'anima. Gli chiese pure se la sua rottura con Arend Herfst avrebbe significato anche la fine della relazione di Mussert con Maria. Il giorno successivo, Herfst entrò ubriaco nella classe di Mussert, seguito da Maria e dal preside. Herfst trascinò Lisa fuori dalla classe, la fece salire a forza sulla sua auto e pochi minuti dopo si schiantò contro un camion, uccidendola sul colpo. In seguito al fatto Mussert, Zeinstra e Herfst furono licenziati. La coppia poi si riconciliò di nuovo, si trasferì in Texas mentre Mussert si concentrò sulla scrittura di libri di viaggio. All'alba tutti riappaiono sul ponte. La nave si avvicina alla costa brasiliana. Mussert sente che si sta liberando dal suo corpo e nella sua mente continua a salire, ma ha freddo e avverte di nuovo la presenza del suo corpo. Il gruppo si reca in salone e l'attenzione di tutti si rivolge involontariamente ad Alonso, il ragazzo che sta per raccontare la fine della sua storia. Come poi faranno anche gli altri, è come se il ragazzo si rivolgesse solo ad una donna presente, visibile solo come qualcosa di molto familiare. Il ragazzo racconta che, durante un gioco pericoloso con un suo amico, si sfidarono su chi avrebbe osato restare più a lungo sui binari davanti al treno in arrivo. L'ultima immagine del ragazzo è quella del suo amico che riesce a saltare via salvandosi. La nave naviga poi sul Rio delle Amazzoni che Mussert conosce bene dai viaggi precedenti, ed arriva il turno di Harris che racconta di essere stato accoltellato in un bar della Guyana dopo una lite per una donna. Il pilota Dekobra narra di aver pilotato un aereo pieno di pellegrini provenienti dalla Mecca attraverso una nuvola di cenere vulcanica, e di essere così precipitato. Quella notte Mussert sogna per l'ultima volta se stesso ad Amsterdam e non è triste per la sua sorte perché comincia ad annoiarsi di quello che è stato. Intanto sono rimasti solo in tre a dover raccontare e comincia a preoccuparsi per la fine della sua storia. Si viene a sapere che padre Fermi è morto in un incidente stradale e il pilota Deng è morto come kamikaze. Mussert è l'ultimo a parlare. Sale sul ponte, ascolta i suoni che arrivano dalla giungla e per l'ultima volta il sole mette tutto in una luce terribile. Poi si gira, lascia andare tutto, guarda la donna misteriosa che ha un aspetto famliare e le racconta la sua storia.[1]

## Critica
Nonostante le sue dimensioni modeste si tratta di un gioco di narrativa e riflessione coinvolgente. La storia si concentra sulle possibilità della narrazione incentrata principalmente sul problema della mortalità. Il romanzo intende mosttare che tutte le nostre considerazioni alla fine nascono dalla confusione e dalla meraviglia sull'unica questione irrisolta e irrisolvibile della vita: quella della propria morte e delle sue implicazioni. Il processo di autoriflessione è centrale. La mitologia classica in particolare funge da quadro di riferimento. La memoria consiste solo di parole che possono essere trovate o meno. L'orologio serve a dire alle persone che ore sono e a ricordare loro che il tempo è un mistero. La realtà quotidiana e le altre persone sono tenute a distanza al limite della misantropia. Il suo unico abbandono è avvenuto con Maria Zeinstra e poi il disastro ha colpito senza pietà ogni cosa. A poche pagine prima della fine scrive: Il narratore con una storia senza fine è un cattivo narratore, lo sai.

## Edizioni

### Edizione originale in olandese
- (NL) Cees Nooteboom, Het volgende verhaal: een uitgave van de Stichting Collectieve Propaganda van het Nederlandse boek ter gelegenheid van de Boekenweek 1991, Amsterdam, De Arbeiderspers, 1991, OCLC 1065015990.

### Edizione in italiano
- Cees Nooteboom, La storia seguente, traduzione di Fulvio Ferrari, Milano, Iperborea, 2000, ISBN 9788870910889, OCLC 797761481.

### Edizioni in altre lingue
- (DE) Cees Nooteboom, Die folgende Geschichte, traduzione di Helga van Beuningen, Helmut Nobis, Frankfurt am Main, Suhrkamp, 1991, OCLC 28705893.
- (ES) Cees Nooteboom, La historia siguiente, traduzione di Julio Grande, Madrid, Siruela, 1992, OCLC 434762444.
- (EN) Cees Nooteboom, The following story, London, Harvill, 1994, OCLC 1228195790.
- (SV) Cees Nooteboom, Följande historia, traduzione di Ingrid Wikén Bonde, Stockholm, Modernista, 2014, OCLC 940731463.

## Riconoscimenti
- 1993. premio Aristeion per il miglior romanzo.[5]
- 1994. Premio Dirk Martens per la letteratura.[6]
- 1994. Premio Grinzane Cavour per la narrativa straniera.[7]
- 1996. International IMPAC Dublin Literary Award, canditato ricordato nell'albo d'oro.